# Les Lucs-sur-Boulogne
Les Lucs-sur-Boulogne ist eine französische Gemeinde mit 6239 Einwohnern (Stand 1. Januar 2022) im Département Vendée in der Region Pays de la Loire; sie gehört zum Arrondissement La Roche-sur-Yon und zum Kanton Aizenay. Die Einwohner werden Beucquots-Lucquois(es) genannt.

## Geographie
Les Lucs-sur-Boulogne liegt am Fluss Boulogne. Umgeben wird Les Lucs-sur-Boulogne von den Nachbargemeinden Rocheservière im Norden, Mormaison und Saint-Sulpice-le-Verdon im Nordosten, Saint-Denis-la-Chevasse im Osten, Saligny im Südosten, Beaufou im Süden und Südwesten, Saint-Étienne-du-Bois im Westen sowie Legé im Nordwesten.

## Geschichte
Während der Revolutionsjahre kam es 1794 hier zum Massaker von Lucs-sur-Boulogne bei dem Republikanischen Truppen zwischen 500 und 1000 Zivilisten in dem Ort ermordeten. 1993 wurde das Mahnmal von Vendée als Denkmal gegen Totalitarismus von Alexander Solschenizyn enthüllt.

### Bevölkerungsentwicklung
| Jahr      | 1962 | 1968 | 1975 | 1982 | 1990 | 1999 | 2006 | 2011 |
| Einwohner | 2142 | 2068 | 2213 | 2342 | 2629 | 2702 | 3113 | 3289 |

## Sehenswürdigkeiten
- Kirche Saints-Pierre-et-Paul
- Altes Priesterhaus von Petit-Luc, Monument historique seit 1958
- Wallburg und Burganlage, seit 1988 Monument historique
- Kapelle von Petit-Luc
- Mahnmal der Vendée

Siehe auch: Liste der Monuments historiques in Les Lucs-sur-Boulogne

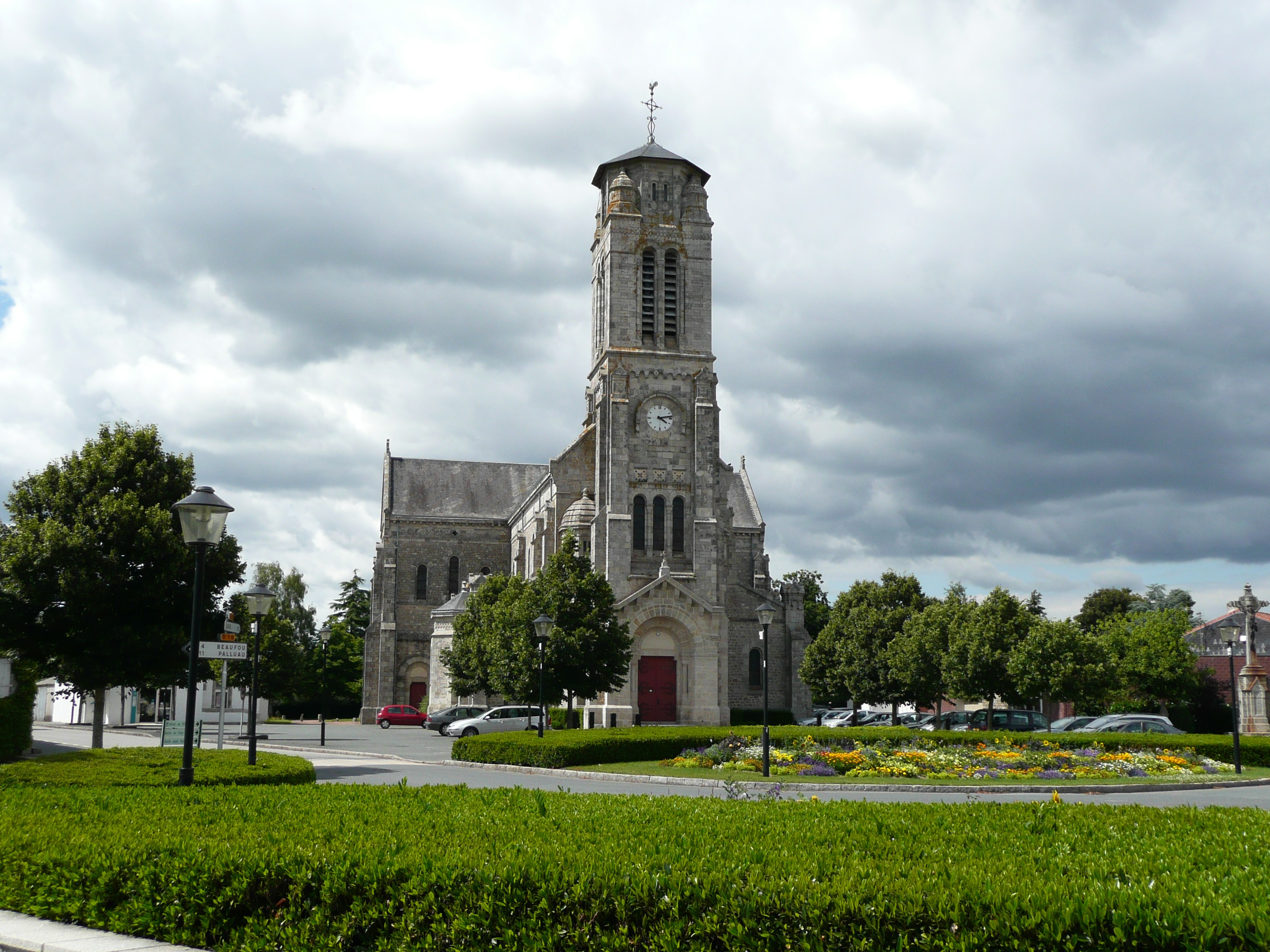
Kirche St. Peter und Paul